# Harry Potter i Red feniksa (igra)
Harry Potter i Red feniksa  igra je koja se temelji na romanu Harry Potter i Red feniksa, autorice J. K. Rowling, a kasnije i istoimenom filmu. 

## Način igre
Igra je za jednog igrača, i sastoji se od 85 lokacija. Igra započinje kod Dursleyjevih za vrijeme napada dementora. Harry mora brzim pokretima lijevo-desno dočarati Patronusa kako bi spasio svog bratića Dudleyja. Kasnije Dnevni prorok napiše vijest o tome da je Harry dočarao Patronusa u nazočnosti bezjaka. Harry dođe na Grimmualdov trg broj dvanaest i susreće ondje svog krsnog kuma Siriusa Blacka. Sirius mu kaže što je Red feniksa. U kopiranju Siriusovih pokreta Harry i Ginny nauče čarolije Accio, Depulso, Reparo i Wingardium Leviosa. Harry se vrati u Hogwarts i otkrije da je Fudgeova pomoćnica Dolores Umbridge postala učiteljica Obrane od mračnih sila. Dolores Umbridge zagorčava svima život. Harry ima viziju da je Sirius mučen u Odjelu tajni u Ministarstvu magije. Pozove Rona, Hermionu, Ginny, Nevillea i Lunu Lovegood da spase Siriusa. U Odjelu Harry shvaća da je riječ o zamci i učenici se bore sa smrtonošama. U Odjel ulaze i članovi Reda feniksa i nastavljaju borbu. Sirius umire. Pojavljuje se Dumbledore i bori se s Voldemortom (u tom trenutku možeš igrati i kao Dumbledore). U Hogwartsu Dumbledore Harryju pokaže proročanstvo koje govori da će Harry ubiti Voldemorta, ili Voldemort Harryja.

## Čarolije
Čarolije koje se koriste izvan borbe:
- Wingardium Leviosa - podiže predmete
- Incendio - čarolija koja pali baklje i kipove koji se mogu naći po cijelom Hogwartsu
- Reparo - popravlja potrgane predmete
- Depulso - čarolija za guranje predmeta
- Accio - čarolija koja prilvači predmete
- Reducto - uništava predmete

Čarolije koje se koriste u borbi:
- Expelliarmus - odbacuje protivnika
- Stupify - ošamućuje protivnika
- Protego - stvara štit
- Petrificus Totalus - zamrzne protivnika
- Levicorpus - protivnika podiže u zrak za gležnjeve
- Rictusempra - zbunjuje protivnika